# Пуцко Олександр Володимирович
Олександр Володимирович Пуцко (нар. 4 серпня 1981 року, Глухів, Сумська область, СРСР) — український лижник, учасник двох Олімпійських ігор.
У Кубку світу Пуцко дебютував у грудні 2007 року, кубкових очок не завойовував, кращий результат в особистих гонках 48-е місце в мас-старті на 15 км вільним ходом. Кращим досягненням Пуцко в загальному підсумковому заліку Кубка Східної Європи є 25-е місце в сезоні 2007—2008, в загальному підсумковому заліку Кубка Скандинавії 68-е місце в сезоні 2006—2007.
На Олімпіаді-2006 у Турині, став 52-му в скіатлоні 15+15 км, 66-м у спринті вільним стилем, і 14-м в естафеті, крім того стартував в мас-старті на 50 км, але не дістався до фінішу.
На Олімпіаді-2010 у Ванкувері, стартував у двох гонках: 15 км коником — 62-е місце, скиатлон 15+15 км — 52-е місце.
За свою кар'єру брав участь у чотирьох чемпіонатах світу, кращий результат 14-е місце в естафеті на чемпіонаті-2003 в італійському Валь-ді-Фьемме, а в особистих гонках 15-е місце в гонці на 15 км коньком на чемпіонаті світу 2007 року.
Використовував лижі виробництва фірми Fischer, черевики і кріплення Salomon.
Донька — біатлоністка Поліна Пуцко.